# Trypanidius andicola
Trypanidius andicola är en skalbaggsart som beskrevs av Blanchard 1843. Trypanidius andicola ingår i släktet Trypanidius och familjen långhorningar.
Artens utbredningsområde är Venezuela. Inga underarter finns listade i Catalogue of Life.